# Філіп Геландер
Філіп Геландер (швед. Filip Helander, нар. 22 квітня 1993, Мальме) — шведський футболіст, захисник кіпрського клубу «Омонія». В минулому грав за  національну збірну Швеції.

## Клубна кар'єра
Народився 22 квітня 1993 року в місті Мальме. Розпочинав займатись футболом у маленьких місцевих командах «Кварнбі» та «Гусіе», а з 2007 року перебував в академії головної команди зі свого рідного міста «Мальме». 8 вересня 2011 року в матчі проти «Ефле» він дебютував у Алсвенскан-лізі. У 2013 році Філіп став чемпіоном країни і володарем Суперкубка Швеції. 23 серпня 2014 року в поєдинку проти «Норрчепінга» Геландер забив свій перший гол за «Мальме». У 2014 році Геландер вдруге став чемпіоном Швеції. Загалом за чотири сезони взяв участь у 71 матчі чемпіонату за рідний клуб.
Влітку 2015 року Філіп перейшов у італійську «Верону». У вересні в матчі проти «Інтернаціонале» він дебютував у італійській Серії А. 27 вересня в поєдинку проти римського «Лаціо» Геландер забив свій перший гол за «Верону».
Після закінчення сезону, за результатами якого веронці зайняли останнє 20 місце і вилетіла у другий дивізіон, Філіп приєднався до «Болоньї» на сезонну оренду з обов'язком викупу в кінці сезону. 16 жовтня 2016 року в матчі проти «Лаціо» Філіп дебютував за новий клуб. У цьому ж поєдинку Геландер забив свій перший гол за «Болонью». Відіграв за болонської команду за два з половиною роки 60 матчів в національному чемпіонаті.
13 липня 2019 року перейшов до шотландського «Рейнджерс», трансферна сума склала 3,5 мільйони фунтів.
Сезон 2023/24 Геландер провів у данському «Оденсе». Влітку 2024 року футболіст приєднався до кіпрської «Омонії».

## Виступи за збірні
2010 року дебютував у складі юнацької збірної Швеції, взяв участь у 5 іграх на юнацькому рівні.
Протягом 2012—2015 років залучався до складу молодіжної збірної Швеції. У 2015 році в складі збірної до 21 року Філіп виграв молодіжний чемпіонат Європи у Чехії. На турнірі він зіграв у матчах проти збірних Данії, Італії, Англії і двічі Португалії. Загалом на молодіжному рівні зіграв у 19 офіційних матчах.
У жовтні 2015 року був вперше викликаний у головну збірну на матч проти Молдови, але лише 28 березня 2017 року дебютував у складі національної збірної Швеції в товариському матчі проти збірної Португалії.
У складі збірної був учасником чемпіонату світу 2018 року у Росії, на якому, утім, на поле не виходив.

## Статистика виступів

### Статистика клубних виступів
Станом на 13 червня 2019 року
| Сезон               | Команда             | Чемпіонат           | Чемпіонат | Чемпіонат | Національний кубок | Національний кубок | Національний кубок | Континентальні кубки | Континентальні кубки | Континентальні кубки | Інші змагання | Інші змагання | Інші змагання | Усього | Усього |
| Сезон               | Команда             | Ліга                | Ігор      | Голів     | Ліга               | Ігор               | Голів              | Ліга                 | Ігор                 | Голів                | Ліга          | Ігор          | Голів         | Ігор   | Голів  |
| ------------------- | ------------------- | ------------------- | --------- | --------- | ------------------ | ------------------ | ------------------ | -------------------- | -------------------- | -------------------- | ------------- | ------------- | ------------- | ------ | ------ |
| 2011                | «Мальме»            | A                   | 1         | 0         | КШ                 | 0                  | 0                  | -                    | -                    | -                    | -             | -             | -             | 1      | 0      |
| 2012                | «Мальме»            | A                   | 12        | 0         | КШ                 | 2                  | 0                  | -                    | -                    | -                    | -             | -             | -             | 14     | 0      |
| 2013                | «Мальме»            | A                   | 18        | 0         | КШ                 | 5                  | 1                  | ЛЄ                   | 2                    | 0                    | -             | -             | -             | 25     | 1      |
| 2014                | «Мальме»            | A                   | 28        | 1         | КШ                 | 4                  | 1                  | ЛЧ                   | 10                   | 0                    | -             | -             | -             | 42     | 2      |
| 2015                | «Мальме»            | A                   | 12        | 0         | КШ                 | 0                  | 0                  | -                    | -                    | -                    | -             | -             | -             | 12     | 0      |
| Усього за «Мальме»  | Усього за «Мальме»  | Усього за «Мальме»  | 71        | 1         |                    | 11                 | 2                  |                      | 12                   | 0                    |               | -             | -             | 94     | 3      |
| 2015–16             | «Верона»            | A                   | 24        | 2         | КІ                 | 2                  | 0                  | -                    | -                    | -                    | -             | -             | -             | 26     | 2      |
| 2016–17             | «Верона»            | B                   | 0         | 0         | КІ                 | 2                  | 0                  | -                    | -                    | -                    | -             | -             | -             | 2      | 0      |
| Усього за «Верона»  | Усього за «Верона»  | Усього за «Верона»  | 24        | 2         |                    | 4                  | 0                  |                      | -                    | -                    |               | -             | -             | 28     | 2      |
| 2016–17             | «Болонья»           | A                   | 11        | 1         | КІ                 | 0                  | 0                  | -                    | -                    | -                    | -             | -             | -             | 11     | 1      |
| 2017–18             | «Болонья»           | A                   | 29        | 0         | КІ                 | 0                  | 0                  | -                    | -                    | -                    | -             | -             | -             | 29     | 0      |
| 2018–19             | «Болонья»           | A                   | 20        | 0         | КІ                 | 3                  | 0                  | -                    | -                    | -                    | -             | -             | -             | 23     | 0      |
| Усього за «Болонью» | Усього за «Болонью» | Усього за «Болонью» | 60        | 1         |                    | 3                  | 0                  |                      | 0                    | 0                    |               | -             | -             | 63     | 1      |
| Усього за кар'єру   | Усього за кар'єру   | Усього за кар'єру   | 155       | 4         |                    | 18                 | 2                  |                      | 12                   | 0                    |               | 0             | 0             | 185    | 6      |

### Статистика виступів за збірну
Станом на 13 червня 2019 року